# Into the Wild Life
Into the Wild Life es el tercer álbum de estudio lanzado por el grupo musical estadounidense Halestorm. El lanzamiento fue programado para el 3 de abril de 2015; sin embargo, por varias complicaciones, se retrasó una semana en todo el mundo. El álbum alcanzó el puesto número 5 en la lista de clasificación de álbumes del Billboard 200, marcando así su posición más alta en los Estados Unidos.

## Recepción
Tras su lanzamiento recibió muchas críticas mayormente favorables. De acuerdo a Metacritic, el álbum recibió una puntuación de 67/100 basándose en 5 reseñas.
James Christopher Monger de AllMusic considera a «I Am the Fire», «Gonna Get Mine», «Dear Daughter» y «Mayhem» como algunas de las mejores canciones de Halestorm, Kory Grow de Rolling Stones dio a Into the Wild Life una calificación positiva de 3/5 estrellas indicando que mientras Lizzy Hale ha embalado en "la vida salvaje" con melodías de similares, como "el himno contra el aburrimiento", «Mayhem» tiene interesantes riesgos, tomados por Halestorm en este tiempo, especialmente las influencias del country que se filtraron en el estudio de Tennessee donde grabaron.
Dom Lawson, reportando para The Guardian dio una opinión más negativa del álbum de 2/5 estrellas y diciendo "La producción de mano dura de Joyce ha transformado una agradable banda de heavy metal en una mancha, un acto de pop de la corriente principal, aunque con una inclinación por power chords y ardientes solos de guitarra, la voz de Hale sigue siendo impresionante, pero a partir de impulsos electrónicos incongruentes de «Scream» y Nickelback-ismos de «Amen», Into the Wild life es tan plástico y cínico como puede ser".

## Lista de canciones
| N.º | Título                    | Escritor(es)                                 | Duración |  |
| 1.  | «Scream»                  | Lzzy Hale, Joe Hottinger, Dave Bassett       | 4:01     |  |
| 2.  | «I Am the Fire»           | Lzzy Hale, Hottinger, Scott Stevens          | 3:37     |  |
| 3.  | «Sick Individual»         | Lzzy Hale, Hottinger, Stevens                | 3:27     |  |
| 4.  | «Amen»                    | Lzzy Hale, Hottinger, Stevens                | 2:58     |  |
| 5.  | «Dear Daughter»           | Lzzy Hale, Hottinger, Bassett                | 4:46     |  |
| 6.  | «New Modern Love»         | Lzzy Hale, Hottinger, Bassett                | 3:38     |  |
| 7.  | «Mayhem»                  | Lzzy Hale, Hottinger, Bassett                | 3:38     |  |
| 8.  | «Bad Girl's World»        | Lzzy Hale, Hottinger, Jay Joyce              | 5:08     |  |
| 9.  | «Gonna Get Mine»          | Lzzy Hale, Hottinger, Josh Smith             | 2:57     |  |
| 10. | «The Reckoning»           | Lzzy Hale, Stevens                           | 3:44     |  |
| 11. | «Apocalyptic»             | Lzzy Hale, Nate Campany, Stevens             | 3:17     |  |
| 12. | «What Sober Couldn't Say» | Lzzy Hale, Hottinger, Natalie Hemby, Stevens | 3:33     |  |
| 13. | «I Like It Heavy»         | Lzzy Hale, Hottinger, Stevens, Zach Malloy   | 4:53     |  |

| Deluxe Edition Bonus Tracks |                |                                               |          |  |
| N.º                         | Título         | Escritor(es)                                  | Duración |  |
| 14.                         | «Jump the Gun» | Lzzy Hale, Hottinger, Stevens, Jaren Johnston | 3:08     |  |
| 15.                         | «Unapologetic» | Lzzy Hale, Hottinger, Joyce, Hillary Lindsey  | 4:09     |  |

| Japanese Deluxe Edition Bonus Track |                |                               |          |  |
| N.º                                 | Título         | Escritor(es)                  | Duración |  |
| 16.                                 | «Drunk Pretty» | Hale, Hottinger, Joyce, Hemby | 3:02     |  |

## Formación
- Lzzy Hale: Voz principal, guitarra rítmica, guitarra acústica, teclado y piano.
- Arejay Hale: Batería, percusión y coros.
- Joe Hottinger: Guitarra principal, guitarra acústica y coros.
- Josh Smith: Bajo eléctrico.